# Comitè Polític i de Seguretat de la Unió Europea
El Comitè Polític i de Seguretat de la Unió Europea (COPS) és l'òrgan intern permanent que a la Unió Europea té encomanat el seguiment continu de la situació internacional i de la seva evolució, en els àmbits relatius a la política exterior i de seguretat comuna, inclosa la política comuna de seguretat i defensa de la Unió Europea.

## Història
El Comitè Polític i de Seguretat va ser creat a propòsit de l'entrada en vigor del Tractat d'Amsterdam, el 1999, al Consell Europeu de Hèlsinki. Tanmateix, el COPS no va adquirir el seu caràcter permanent fins que el desembre de 2000 el Consell Europeu, reunit a Niça, va encomanar al Consell de la Unió la redacció del seu estatut intern. Amb el seu nou estatut, el COPS va substituir plenament l'antic Comitè Polític del Consell, les reunions del qual més o menys esporàdiques congregaven a determinats consellers polítics nacionals dels ministeris d'exteriors dels  Estats membres.

## Composició i estructura
El Comitè està compost per representants dels governs dels Estats de la Unió, experts nacionals destacats amb rang d'ambaixador, i té la seu en Brussel·les, on acostuma a reunir-se dos cops per setmana. La seva presidència correspon a un representant designat per l'Alt representant de la Unió, i els seus membres estan obligats a guardar alt secret sobre el contingut de les reunions.
El Comitè Polític i de Seguretat, situat sota l'autoritat del Consell i de l'Alt representant, està nomenat a integrar-se al Servei Europeu d'Acció Exterior previst en el Tractat de Lisboa.

## Funcions
D'acord amb el  Tractat de la Unió, reformat per  Lisboa, al Comitè Polític i de Seguretat li corresponen les següents funcions: 
- realitzar el seguiment permanent de la situació política global i dels esdeveniments internacionals concrets i la seva evolució, a l'àmbit referent a la política exterior i de seguretat comuna de la Unió;
- contribuir a la definició estratègica de la mencionada política mitjançant l'emissió de dictàmens dirigits al Consell a instància d'aquest, de l'Alt tepresentant, o per pròpia iniciativa;
- supervisar l'execució de la política exterior i de seguretat, deixant de banda la direcció que sobre la mateixa correspon a l'Alt representant, i informar d'ella al  Consell d'Afers Estrangers.

Al marc específic de la política comuna de seguretat i defensa, i sense perjudici de l'aplicació a la mateixa de les funcions predites, el Comitè Polític i de Seguretat assumirà, sota la responsabilitat del Consell i de l'Alt representant, el control polític i la direcció estratègica de les operacions de gestió de crisi.